# Jorge Ferreira da Silva
Jorge Ferreira da Silva, també conegut com a Palhinha, és un exfutbolista brasiler nascut a Carangola el 14 de desembre de 1967. Ocupava la posició de migcampista.
Palhinha va militar al São Paulo en els seus anys daurats, entre 1992 i 1993 al costat d'estrelles com Raí. Vn imposar-se el Campionat Brasiler de Sèrie A, Copa Libertadores i la Copa Intercontinental al Japó dues vegades. En 1992, va ser el màxim golejador de la Copa Libertadores, amb 7 gols. També va obtenir el Campionat Paulista el 1992, contra el Palmeiras, i més tard va passar a ser el doble campió de la Recopa Sud-americana el 1993 i 1994, contra Cruzeiro i Botafogo respectivament. A més, va ajudar a São Paulo va batre a Flamengo a la Supercopa Sud-americana de 1993.
Amb Cruzeiro, de nou va guanyar la Copa Libertadores el 1997. Fora del seu país va jugar al RCD Mallorca, al Khaimah Sports dels Emirats Àrabs Units i als peruans Sporting Cristal i a l'Alianza de Lima. En els seus darrers anys va jugar en modestos equips del seu país.
Ha estat internacional amb la Selecció de futbol del Brasil en 16 ocasions i ha marcat 5 gols.